# Everybody Loves Somebody
«Everybody Loves Somebody» — песня, написанная в 1947 году Сэмом Кослоу, Ирвингом Тейлором и Кеном Лэйном.

## История
К 1964 году песня уже была записана несколькими исполнителями (в том числе Фрэнком Синатра), но особых успехов песня не достигла. В том же году Лейн исполнял сессию на фортепиано для альбома Дина Мартина Dream with Dean. Так как оставался ещё час студийного времени, Лэйн предложил Дину Мартину записать эту короткую песню. Фортепиано в сочетании с гитарой, барабаном и басом делает эту композицию относительно тихой, спокойной джазовой версией песни. Мартин исполнил эту песню на радиошоу Боба Хоупа в 1948 году.
Почти сразу же после этого, Дин Мартин перезаписал мелодию для своего следующего альбома, на этот раз с оркестром и хором. Его лейбл, Reprise Records, был в восторге от потенциала этой версии.
Дин Мартин хоть и оставался одним из основных исполнителей этой песни, но так и не мог попасть в Топ 40 хитов с 1958 года из-за британского вторжения, которое правило американскими чартами. Мало кто надеялся, что итальянский эстрадный певец среднего возраста мог быть популярным у подростков. И всё же, вопреки сомнениям, Everybody Loves Somebody взлетел прямо до верхней части Billboard Hot 100 и Hot Adult Contemporary Tracks, оставаясь на верху в течение восьми недель подряд . Песня настолько отождествлялась с Дином Мартином, что более поздние кавер-версии в период с 1965 до 1974 года были менее популярны.
Мартина возмущал рок-н-ролл, и это расхождение во вкусах с его 14-летним сыном Дином Полом Мартином привело к конфликту, ведь Дин Пол, как и многие подростки в западном мире, увлекался творчеством The Beatles. Он сказал своему сыну, что его песня обойдёт в чарте The Beatles  и 15 августа 1964 года Everybody Loves обошла песню The Beatles A Hard Day’s Night на одну строчку в Billboard.

## Кавер-версии
- Энди Уильямс в 1965 году выпустил кавер-версию песни для своего альбома Andy Williams' Dear Heart.
- Клаудио Липпи записал её на итальянском языке в 1966 году как «Per Ognuno C'è Qualcuno Sempre» и стал национально известным благодаря этой песне.
- Дина Мартин, дочь Дина Мартина, записала «Everybody Loves Somebody» в 2006 году. Песня была выпущена на её альбоме 2006 года Memories Are Made of This (Big Fish Records).
- В 2007 году песня была записана французским певцом Шарлем Азнавуром для альбома Forever Cool.

## Использование
- В 5 сезоне сериала Друзья, в 24 серии (Эпизод в Вегасе, ч. 2) песня была использована в эпизоде, где Чендлер и Моника играют в рулетку в казино.
- В 5 сезоне сериала Самурай Джек, в 8 серии песня так же использовалась.